# Jan Magnussen
Jan Magnussen va ser un pilot de curses automobilístiques danès que va arribar a disputar curses de Fórmula 1.
Va néixer el 4 de juliol del 1973 a Roskilde, Dinamarca.

## A la F1
Jan Magnussen va debutar a la quinzena cursa de la temporada 1995 (la 46a temporada de la història) del campionat del món de la Fórmula 1, disputant el 22 d'octubre del 1995 el G.P. del Pacífic al circuit d'Aida.
Va participar en un total de vint-i-cinc curses puntuables pel campionat de la F1 disputades en tres temporades no consecutives (1995 i 1997 - 1998) aconseguint una sisena posició com millor classificació en una cursa i assolí un punt vàlids pel campionat del món de pilots.

## Resultats a la Fórmula 1
| Any  | Equip                     | Xassís  | Motor       | 1       | 2       | 3       | 4       | 5      | 6       | 7       | 8       | 9       | 10      | 11      | 12     | 13      | 14      | 15      | 16      | 17    | Posició | Punts |
| ---- | ------------------------- | ------- | ----------- | ------- | ------- | ------- | ------- | ------ | ------- | ------- | ------- | ------- | ------- | ------- | ------ | ------- | ------- | ------- | ------- | ----- | ------- | ----- |
| 1995 | Marlboro McLaren Mercedes | McLaren | Mercedes    | BRA     | ARG     | SMR     | ESP     | MON    | CAN     | FRA     | GB      | ALE     | HON     | BEL     | ITA    | POR     | EUR     | PAC 10  | JAP     | AUS   | -       | 0     |
| 1997 | Prost Gauloises Blondes   | Prost   | Mugen-Honda | AUS Ret | BRA Ret | ARG 10  | SMR Ret | MON 7  | ESP 13  | CAN Ret | FRA Ret | GBR Ret | ALE Ret | HUN Ret | BEL 12 | ITA Ret | AUT Ret | LUX Ret | JAP Ret | EUR 9 | -       | 0     |
| 1998 | HSBC Stewart Ford         | Stewart | Ford        | AUS Ret | BRA 10  | ARG Ret | SMR Ret | ESP 12 | MON Ret | CAN 6   | FRA     | GBR     | AUT     | ALE     | HUN    | BEL     | ITA     | LUX     | JAP     |       | 17è     | 1     |

### Resum
| Curses: | Victòries: | Pòdiums: | Poles: | Voltes ràpides: | Punts: |
| ------- | ---------- | -------- | ------ | --------------- | ------ |
| 25 (25) | 0          | 0        | 0      | 0               | 1      |